# Musik i Stockholm

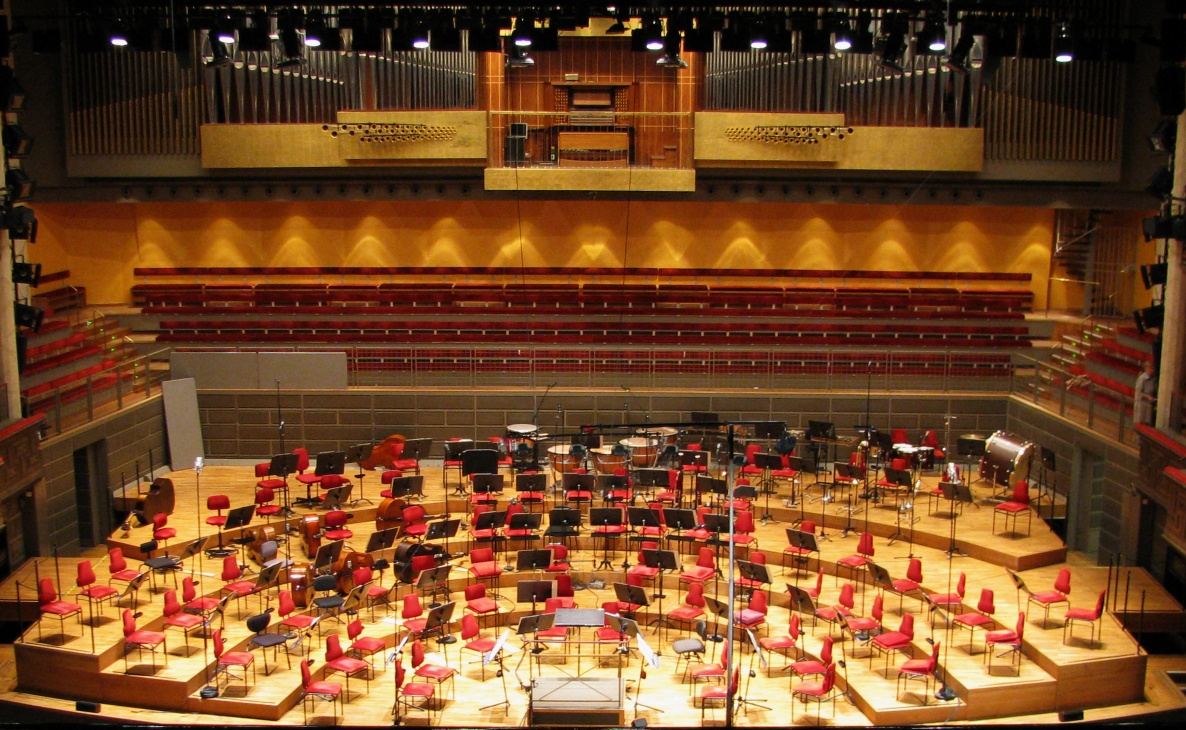
Inuti Stockholms konserthus, september 2008.

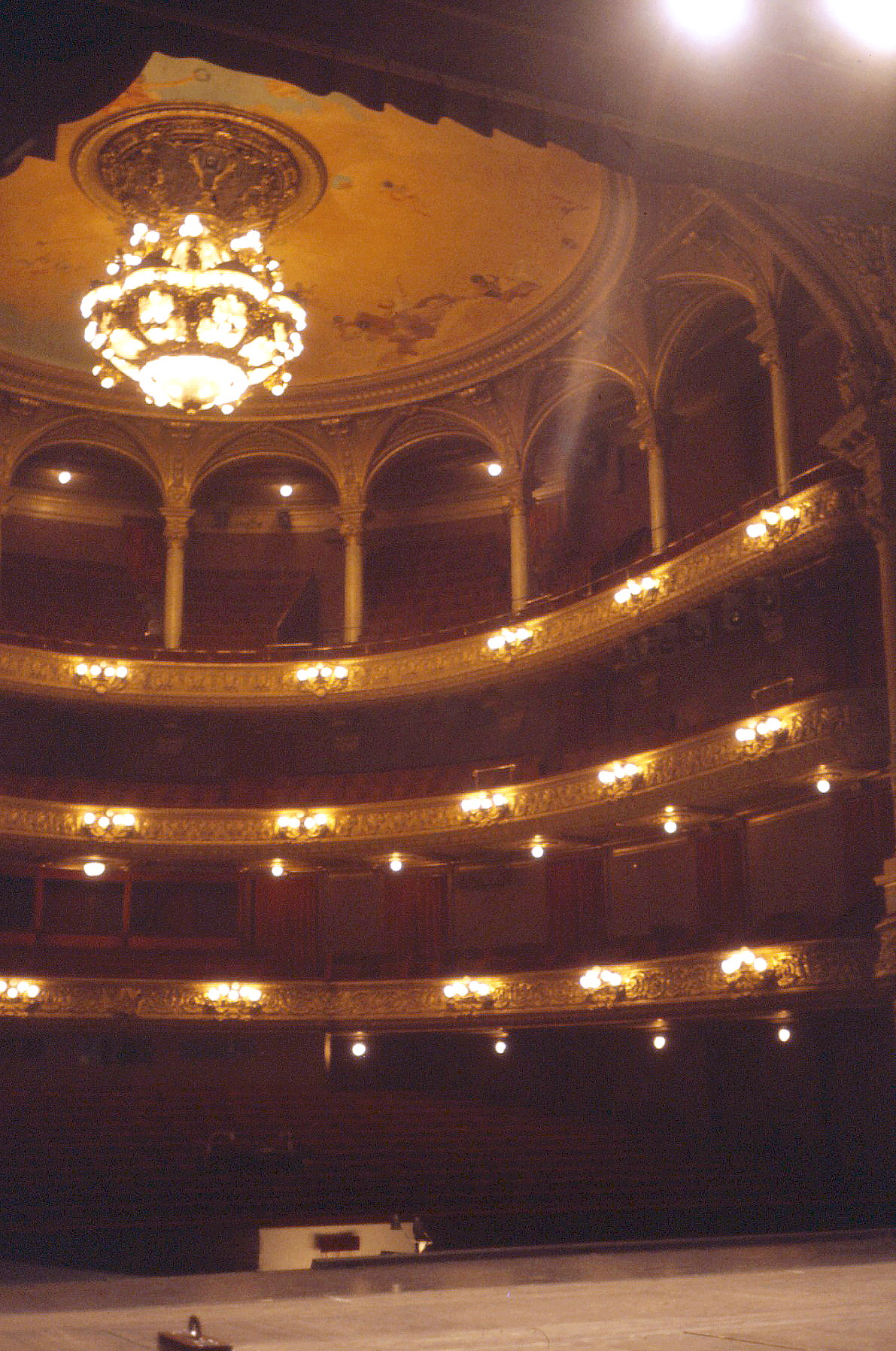
Kungliga Operans scen 1978.

Stockholm är som Sveriges huvudstad centrum för mycket av landets scener för och festivaler och utbildningar inom musik.
Stockholm är även säte för Kungliga Musikaliska Akademien, Musik- och teaterbiblioteket och Statens musiksamlingar med Musikmuseet.
Stockholm Jazz Festival är en av Sveriges äldsta festivaler som ägde rum sedan 1980 på Skeppsholmen i juli varje år. Namnet är numera Stockholm Jazz Fest och kommer år 2011 att finnas på Skansen.
Stockholm har ett rikt körliv där bland andra Radiokören, Gustaf Sjökvists kammarkör, Stockholms Gosskör och Mikaeli Kammarkör hör till de mest kända.
Kungliga Operan (tidigare även kallad Kungliga Teatern) är Sveriges nationalscen för opera och balett. Operan är belägen mellan Gustav Adolfs torg och Kungsträdgården. Operabyggnaden är även hemvist för Kungliga Baletten och Kungliga Hovkapellet. Byggnaden är ritad i nybarockstil av arkitekt Axel Anderberg och invigdes den 19 september 1898. På platsen låg tidigare det Gustavianska operahuset som revs 1892.
Stockholms konserthus ligger i stadens centrum vid Hötorget i hörnet Kungsgatan och Sveavägen. Byggnaden uppfördes åren 1924-1926 efter ritningar av arkitekt Ivar Tengbom. Byggnaden räknas som en höjdpunkt i den svenska 20-talsklassicismen, och har kapacitet för 1782 sittande gäster i stora salen.
I Stockholms konserthus utdelas den 10 december varje år Nobelprisen i medicin, fysik, kemi och litteratur. Stockholms konserthus tjänstgjorde parallellt med konsertverksamheten även som teater under namnet Konserthusteatern, under ledning av skådespelaren Gösta Ekman d.ä. och regissören Per Lindberg. Utanför byggnaden bildar Carl Milles fontängrupp, Orfeus-brunnen från 1936 en viktig accent.
Berwaldhallen är en konserthall som ligger på Östermalm vid Dag Hammarskjölds väg 3. Byggnaden uppfördes 1976–1979 av Sveriges Radio som hemvist för Sveriges Radios symfoniorkester. Huset ritades av arkitekterna Erik Ahnborg och Sune Lindström. Cirka två tredjedelar av byggnaden är nedsprängd i berget. Berwaldhallen är uppkallad efter Franz Berwald.
Stockholm Jazz Festival är en av Sveriges äldsta festivaler som ägde rum sedan 1980 på Skeppsholmen i juli varje år. Namnet är numera Stockholm Jazz Fest och kommer år 2011 att finnas på Skansen.

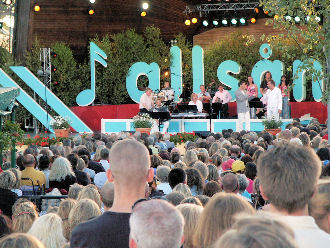
Allsång på Skansen i juli 2004.

Sommartid hålls sedan 1935 Allsång på Skansen, som sedan augusti 1979 direktsänds i SVT.
Idrottsarenor som Stockholms stadion (invigd i juni 1912), Johanneshovs isstadion (invigd i november 1955) och Globen (invigd i februari 1989), är också populära som konsertscener. I Globen har finalen av svenska Melodifestivalen hållits många gånger, efter att tidigare ofta ha hållits på Cirkus de åren det var Stockholms tur att arrangera. I maj år 2000 arrangerades Eurovision Song Contest också i Globen, och i maj 2016 arrangerades också Eurovision Song Contest där.

## Utbildning
Stockholm har flera musikutbildningar på högskolenivå. Kungliga Musikhögskolan grundades 1771 och utbilder musiker såväl som bland annat dirigenter och musiklärare. Operahögskolan i Stockholm utbildar operasångare, operarepetitörer och operaregissörer. På grundskolenivå finns Adolf Fredriks Musikklasser.

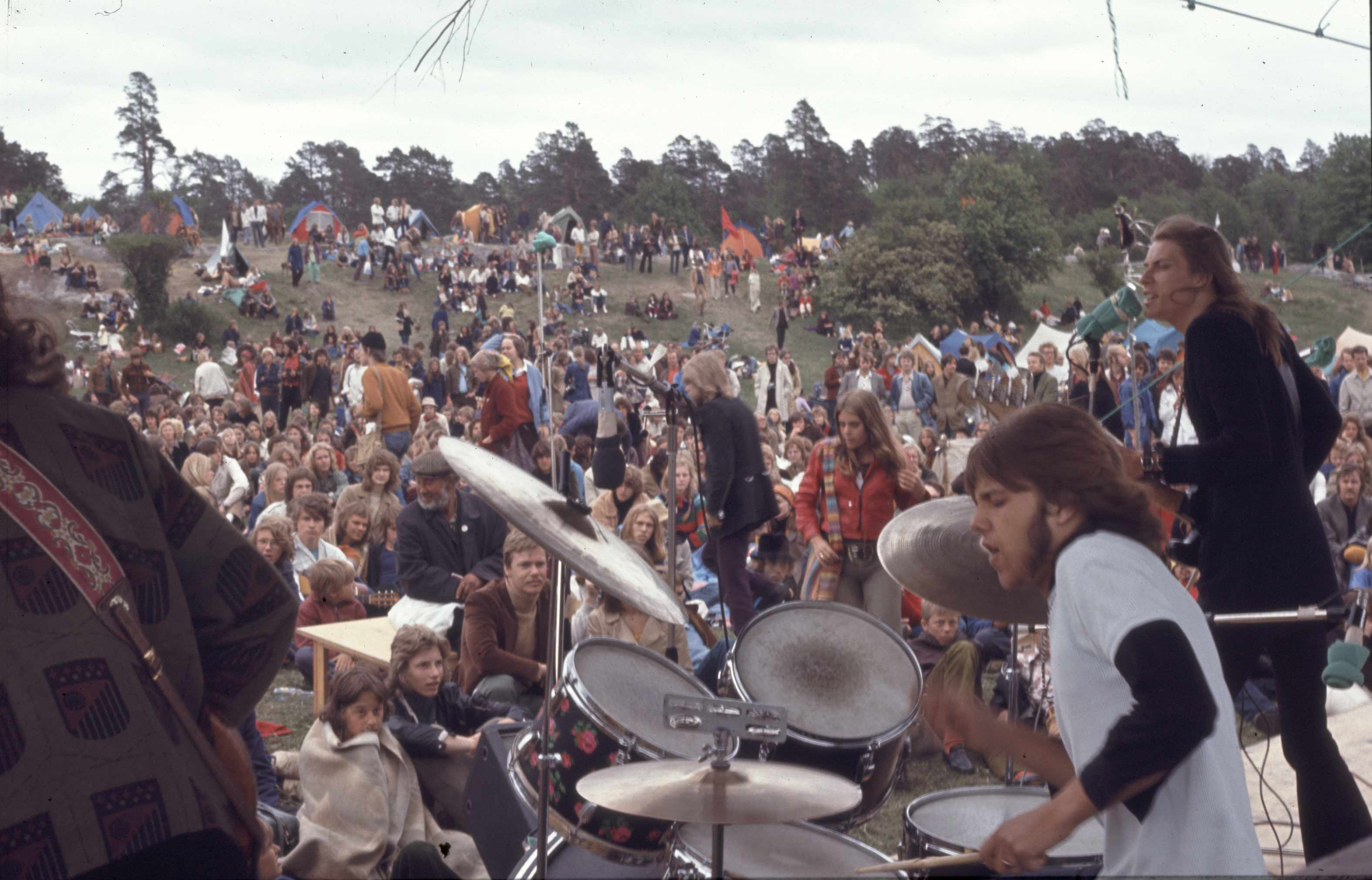
Gärdesfesten sommaren 1970.

### Fotnoter
1. ↑  ”Stockholm Jazz Festival”. Arkiverad från originalet den 15 april 2017. https://web.archive.org/web/20170415181920/http://www.stockholmjazz.com/?option=switch_language.
2. ↑  Konserthuset - Stora salen  Arkiverad 16 december 2008 hämtat från the Wayback Machine.
3. ↑  ”Stockholm Jazz Festival”. Arkiverad från originalet den 15 april 2017. https://web.archive.org/web/20170415181920/http://www.stockholmjazz.com/?option=switch_language. Läst 23 januari 2011.
4. ↑  ”Här är artisterna som medverkar i årets Allsång på Skansen” (på svenska). Sveriges Radio. 10 juni 2015. https://sverigesradio.se/sida/artikel.aspx?programid=161&artikel=6186555. Läst 6 april 2020.